# Municipio de Reserve (Indiana)
El municipio de Reserve (en inglés: Reserve Township) es un municipio ubicado en el condado de Parke en el estado estadounidense de Indiana. En el año 2010 tenía una población de 1423 habitantes y una densidad poblacional de 21,6 personas por km².

## Geografía
El municipio de Reserve se encuentra ubicado en las coordenadas 39°48′36″N 87°20′10″O / 39.81000, -87.33611. Según la Oficina del Censo de los Estados Unidos, el municipio tiene una superficie total de 65.88 km², de la cual 65,02 km² corresponden a tierra firme y (1,31 %) 0,86 km² es agua.

## Demografía
Según el censo de 2010, había 1423 personas residiendo en el municipio de Reserve. La densidad de población era de 21,6 hab./km². De los 1423 habitantes, el municipio de Reserve estaba compuesto por el 96,91 % blancos, el 0,14 % eran afroamericanos, el 0,28 % eran amerindios, el 0,35 % eran asiáticos, el 1,48 % eran de otras razas y el 0,84 % eran de una mezcla de razas. Del total de la población el 4,29 % eran hispanos o latinos de cualquier raza.